# 上夜久野駅
上夜久野駅（かみやくのえき）は、京都府福知山市夜久野町平野にある、西日本旅客鉄道（JR西日本）山陰本線の駅である。

## 概要
山陰本線京都府側最後の駅。道の駅農匠の郷やくのの最寄り駅でもある。雨量計が設置されている。

## 歴史
- 1911年（明治44年）10月25日：鉄道院播但線支線福知山駅 - 和田山駅間開通時に開設。客貨取扱開始[1]。
- 1912年（明治45年）3月1日：線路名称改定。播但線福知山駅 - 和田山駅 - 香住駅間が山陰本線に編入、当駅もその所属となる。
- 1970年（昭和45年）12月15日：日中のみ駅員配置とする[3][4]。
- 1971年（昭和46年）10月1日：貨物取扱廃止[1]。
- 1984年（昭和59年）10月1日：無人駅化[2][5]。
- 1987年（昭和62年）4月1日：国鉄分割民営化に伴い、西日本旅客鉄道（JR西日本）の駅となる[1]。
- 1998年（平成10年）3月：駅舎解体[5]。
- 2022年（令和4年）10月1日：組織改正に伴い、近畿統括本部福知山管理部管轄となる。

## 駅構造

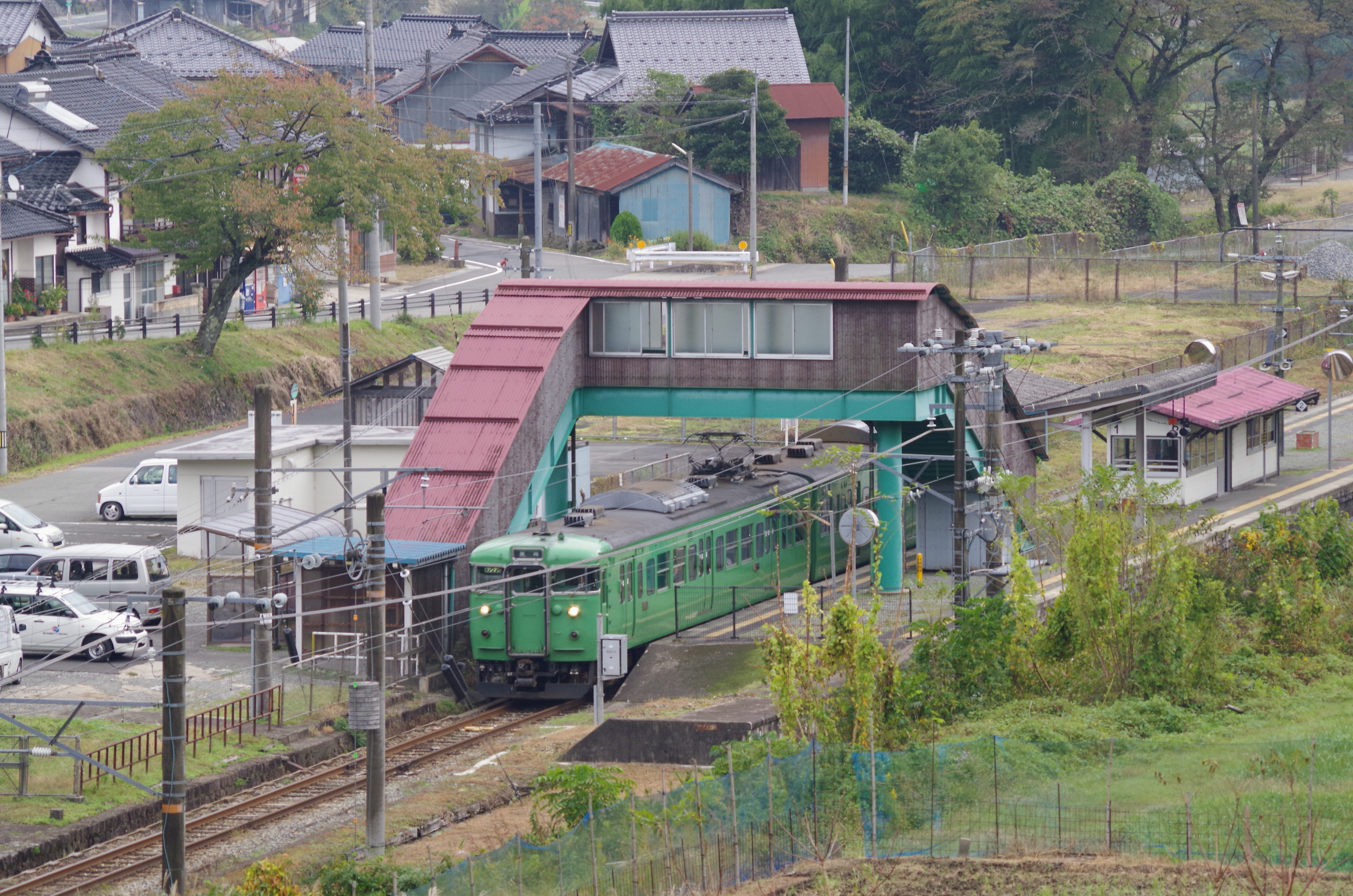
駅を発車した普通列車（2013年10月、遠景）

島式ホーム1面2線を有し、列車交換可能な地上駅。開業以来の木造駅舎は1998年（平成10年）に解体され北側の跨線橋から直接ホームに入る形になっている。トイレは、改札外に汲取り式のものが設置されている。
福知山駅管理の無人駅。

### のりば
| のりば | 路線     | 方向 | 行先                   |
| ------ | -------- | ---- | ---------------------- |
| 1・2   | 山陰本線 | 上り | 福知山・京都・大阪方面 |
| 1・2   | 山陰本線 | 下り | 和田山・豊岡方面       |

付記事項
- 駅入口寄りの1番のりばを上下本線、反対側の2番のりばを上下副本線とした1線スルーとなっているため、通過列車及び行違いを行わない停車列車は上下線共に1番のりばを通る。
- 反対方向からの通過列車と行違いを行う停車列車は、上下線とも2番のりばに停車する。
- 停車列車同士の行違いの場合は、福知山方面行（上り）が1番のりば、豊岡方面行（下り）が2番のりばに入る。

## 利用状況
2023年度の1日当たりの利用者数は88人。1日平均乗車人員は以下の通り。
| 乗車人員推移 | 乗車人員推移 |
| 年度         | 1日平均人数  |
| ------------ | ------------ |
| 1999年       | 189          |
| 2000年       | 181          |
| 2001年       | 148          |
| 2002年       | 140          |
| 2003年       | 126          |
| 2004年       | 134          |
| 2005年       | 134          |
| 2006年       | 129          |
| 2007年       | 118          |
| 2008年       | 110          |
| 2009年       | 104          |
| 2010年       | 96           |
| 2011年       | 90           |
| 2012年       | 85           |
| 2013年       | 82           |
| 2014年       | 77           |
| 2015年       | 79           |
| 2016年       | 72           |
| 2020年       | 51           |

## 駅周辺
- 道の駅農匠の郷やくの
- 夜久野高原 - 応仁の乱の合戦があった所。
- 福知山市立精華小学校
- 直見郵便局
- 国道9号
- 牧川

### バス路線
- 福知山市営バス 夜久野バス 「上夜久野駅前」停留所
  - 直見線
    - 下夜久野駅前・ふれあいプラザ 行
    - 才谷 行

  - 畑線
    - 下夜久野駅前・今里 行
    - 農匠の郷 行

  - 板生・千原線
    - 田谷 行
    - 下夜久野駅前 行

## 隣の駅
西日本旅客鉄道（JR西日本）
 山陰本線
下夜久野駅 - 上夜久野駅 - 梁瀬駅